# A Step Further
| Recensione              | Giudizio   |
| ----------------------- | ---------- |
| AllMusic                | [ 1 ]      |
| Sputnikmusic            | 3.0 (Good) |
| Progboard               | [ 3 ]      |
| Dizionario del Pop-Rock | [ 4 ]      |
| 24.000 dischi           | [ 5 ]      |

A Step Further è un album discografico del gruppo musicale di rock blues inglese dei Savoy Brown, pubblicato dalla casa discografica Decca Records nell'agosto del 1969.
Al pari del precedente album, il lato A fu registrato in studio, il lato B fu registrato dal vivo.

## Tracce
Lato A
Studio
1. Made Up My Mind – 2:56 (Chris Youlden)
2. Waiting in the Bamboo Grove – 3:37 (Kim Simmonds)
3. Life's One Act Play – 6:29 (Chris Youlden)
4. I'm Tired / Where Am I – 5:12 (Chris Youlden / Willie (Chuck Willis), Savoy Brown)

Lato B
Live
1. Savoy Brown Boogie – 22:02 (Kim Simmonds, Chris Youlden)

## Musicisti
Made Up My Mind
- Chris Youlden - voce
- Kim Simmonds - seconda chitarra
- Lonesome Dave Peverett - chitarra solista
- Bob Hall - pianoforte
- Tone Stevens - basso
- Roger Earl - batteria
- Savoy Brown - battito delle mani (hand-clapping)

Waiting in the Bamboo Grove
- Kim Simmonds - chitarra solista
- Lonesome Dave Peverett - seconda chitarra
- Bob Hall - clavicembalo elettrico
- Tone Stevens - basso
- Roger Earl - batteria, conga
- Mike Vernon - cowbell
- Butch Hudson - tromba
- Ken Wheeler - tromba
- Eddie Blair - tromba
- Ray Davis - flicorno
- Bobby Haughey - flicorno
- Don Lusher - trombone
- John Edwards - trombone
- Bob Efford - sassofono tenore
- Rex Morris - sassofono tenore
- Don Honeywill - sassofono baritono

Life's One Act Play
- Chris Youlden - voce
- Kim Simmonds - chitarra
- Lonesome Dave Peverett - chitarra
- Bob Hall - pianoforte
- Tone Stevens - basso
- Roger Earl - batteria
- John Ronayne - violino
- Percy Coates - violino
- Phil Reid - violino
- Des Bradley - violino
- Jack Fields - violino
- Charles Vorzanger - violino
- David Bellman - viola
- Louis Rosen - viola
- Maurice Loban - viola
- John Meek - viola
- John Shinebourne - violoncello
- Lionel Ross - violoncello
- Ray Davis - flicorno
- Bobby Haughey - flicorno
- Don Lusher - trombone
- John Edwards - trombone
- Bob Efford - sassofono tenore
- Rex Morris - sassofono tenore
- Don Honeywill - sassofono baritono

I'm Tired / Where Am I
- Chris Youlden - voce
- Kim Simmonds - chitarra, campanaccio
- Lonesome Dave Peverett - chitarra
- Bob Hall - pianoforte
- Tone Stevens - basso
- Roger Earl - batteria, conga, voci
- Butch Hudson - tromba
- Ken Wheeler - tromba
- Eddie Blair - tromba
- Ray Davis - flicorno
- Bobby Haughey - flicorno
- Don Lusher - trombone
- John Edwards - trombone
- Bob Efford - sassofono tenore
- Rex Morris - sassofono tenore
- Don Honeywill - sassofono baritono
- Jawbone Willie - jawbone
- Savoy Brown - ambience

Savoy Brown Boogie (Live) (Incl.: a) Feel So Good b) Whole Lotta Shakin' Goin' On c) Little Queenie d) Purple Haze e) Hernando's Hideaway)
- Chris Youlden - voce
- Kim Simmonds - chitarra
- Lonesome Dave Peverett - chitarra
- Bob Hall - pianoforte
- Tone Stevens - basso
- Roger Earl - batteria, percussioni[8]

Note aggiuntive
- Mike Vernon - produttore, arrangiamenti, note retrocopertina album
- David Grinsted - ingegnere delle registrazioni
- Colin Freeman e John Punter* (solo live)* - assistenti ingegnere delle registrazioni
- Terry Noonan - arrangiamenti e conduttore musicale (brani lato A)
- Savoy Brown - arrangiamenti
- Brano lato B, registrato dal vivo il 12 maggio 1969 al The Cooks Ferry Inn di Edmonton, Londra, Inghilterra
- Terence Ibbott - fotografia[9]